# Cienka Niebieska Linia (symbol)

Cienka Niebieska Linia

Cienka Niebieska Linia - nazwa nieoficjalnego symbolu używanego przez policjantów z USA, Wielkiej Brytanii oraz innych krajów (w tym Polski). Ma postać czarnej flagi z przebiegającym poziomo przez środek niebieskim pasem.
Symbolika „Cienkiej Niebieskiej Linii” jest następująca:
- górny czarny pas symbolizuje społeczeństwo
- dolny czarny pas symbolizuje przestępczość
- niebieski pas symbolizuje Policję

Użyte symbole oznaczać mają, że policjanci są linią, oddzielającą praworządne społeczeństwo, od zagrażającej mu przestępczości. Jest to analogia do popularnego w krajach anglosaskich zwrotu Cienka Czerwona Linia, który metaforycznie oznaczał nieliczną armię chroniącą rozległe imperium brytyjskie.
Używanie „Cienkiej Niebieskiej Linii” ma wyrażać hołd dla poległych na służbie policjantów. Oznacza również identyfikację ze swoją formacją, solidarność z innymi policjantami oraz identyfikację z reprezentowanymi przez policję wartościami. Używany przez cywilów oznacza szacunek i wsparcie dla funkcjonariuszy.